# Fresno de Río Tirón
Fresno de Río Tirón – gmina w Hiszpanii, w prowincji Burgos, w Kastylii i León, o powierzchni 9,68 km². W 2011 roku gmina liczyła 185 mieszkańców.